# Micromia keucocarpa
Micromia keucocarpa là một loài bướm đêm trong họ Geometridae.